# 외롭고 웃긴 가게
《외롭고 웃긴 가게》는 1997년 발매된 이상은의 일곱번째 정규 음반이다. 이상은이 다케다 하지무와 'Penguins'라는 팀을 결성해 1인 세션으로 작업한 앨범으로, 기타 중심의 얼터너티브 록 사운드를 시도했다. 이들 곡중 6곡은 인터내셔널 앨범인 8집<Lee-Tzsche>에 영어가사로 다시 실리게 된다. (@ 표시)
한국대중음악 100대 명반 99위(35점, 13명 추천)에 선정되었다. 2003년 T Entertainment에서 재발매되었다.

## 수록곡
전체 작사·작곡: 이상은
- 전체 편곡: 펭귄즈| #             | 제목                      | 재생 시간 |
| ------------- | ------------------------- | --------- |
| 1.            | 〈집 @〉                  | 3:57      |
| 2.            | 〈사막 @〉                | 4:48      |
| 3.            | 〈사람은 다 사람 @〉      | 4:00      |
| 4.            | 〈새빨간 활〉             | 2:56      |
| 5.            | 〈Super Eraser Medium @〉 | 4:48      |
| 6.            | 〈Icon〉                  | 3:35      |
| 7.            | 〈외롭고 웃긴 가게 @〉    | 4:10      |
| 8.            | 〈세레나데〉              | 4:40      |
| 9.            | 〈비가 @〉                | 4:09      |
| 10.           | 〈꿈〉                    | 4:39      |
| 11.           | 〈어기여 디어라〉         | 4:58      |
| 총 재생 시간: | 총 재생 시간:             | 46:40     |

## 만든 사람들
- 기획 : 김기정
- 제작 : 펭귄즈 (Penguins)
- 작사·곡 : 이상은
- 연주·녹음 : 다케다 하지무(竹田元)
- 마스터링 : 토오루 오키츠

## 특징
- 대중음악 평론가 강헌은 7집 앨범이 발표된 후 "우리는 브라운관의 스타 한 사람은 이미 잃었지만, 고요한 시인 한 사람을 이제 얻은 것이다" 라고 평했다. 일본의 화려한 세션들이 대거 등장한 6집<공무도하가>앨범과는 달리, 7집에서는 다케다 하지무와 'Penguins'라는 팀을 결성해 1인 세션으로 작업하였다. 7집을 만들었을 당시 이상은 인터뷰 :
| “ | "일본에서는 귀족적인 미가 담긴 음악을 하는 것이 가능했지만, 한국에서 내가 느낀 현실은 '외롭고 웃긴 가게'였다. 그리고 상당히 가슴이 아팠다. 예전에는 '아저씨들 싫어 싫어. 나 도망갈래'였다면, 지금은 '내눈에는 현실이 이렇게 보이는데요'이다. 다들 어울리지도 않는 옷을 입고 있는 것 같았다. 꼬집어서 얘기하고 싶은 부분들이 보였고, 내 내면에서도 나 자신의 모순과 더러움까지도 끄집어내고 싶었다. 그것들을 표현하려면 로우파이 사운드가 어울렸다. 한국의 현실은 하이파이 사운드가 안 어울렸다. 필연적이었다." "7집은 사실 이미 영어가사로 만들었던 노래들을 녹음하기 전에 한국어로 바꾼 것이다. 충분히 의역을 하는데 신경을 썼는데도 어딘가 자연스럽지 못한 부분이 있다. 그 과정에서 다시 언어가 가지고 있는 신비를 경험했다. 언어는 단지 메시지가 아니며 이미지와 울림을 동시에 가지고 있는 것이다." | ” |
- 7집 수록곡 '어기여 디어라'는 후에 이상은이 음악을 맡았던 일본영화의 주제곡으로도 쓰였다.
- 1997년 4월 2일~ 6일, 7집앨범 발매기념 '외롭고 웃긴 가게' 전시회도 열었다. (인사동 갤러리2000)

```
"사람은 유형무형의 것들을 세상에 팔면서 사는 가게 같은 존재이고, 그 때문에 더욱 외롭다."
```

## 관련 자료
- 97년 <사막>, <집> 라이브 : 7집 《외롭고 웃긴 가게》발매전 출연영상
- '어기여디어라' 뮤직비디오
- '어기여디어라' 편집영상